# USS LST-506
O USS LST-506 foi um navio de guerra norte-americano da classe LST que operou durante a Segunda Guerra Mundial.